# Кристиансен, Тор
Тор Нис Кристиансен (англ. Thor Nis Christiansen; 28 декабря 1957 — 30 марта 1981) — американский серийный убийца датского происхождения, жертвами которого стали 5 девушек между 1976 и 1979 годами. Все преступления были совершены в окрестностях студенческого городка Айла-Виста, две трети населения которого составляют студенты Калифорнийского университета в Санта-Барбаре. Трупы жертв он насиловал. Суд признал Кристиансена вменяемым и приговорил его к пожизненному лишению свободы.

## Ранние годы
Тор Нис Кристиансен родился 28 декабря 1957 года на территории государства Дания. В 1963-м году его семья эмигрировала в США, где обосновалась в штате Калифорния в небольшом городе под названием Солванг, который носит неофициальный статус «Датской столицы США» и населенным в основном эмигрантами из Дании. Отец Тора — Нис Кристиансен в середине 1960-х успешно занялся бизнесом и открыл ресторан, благодаря чему семья не испытывала материальных трудностей и детство Тора Кристиансена прошло в социально-благополучной обстановке. Кристиансен посещал школу Santa Ynez High School, где отличался примерным поведением и хорошими умственными способностями. Он с отличием окончил 10 классов обучения, но в 11 классе неожиданно бросил школу, ушел из родительского дома и устроился на работу оператором автозаправочной станции.

## Серия убийств
Начиная с середины 1976 года Критисансен стал посещать студенческий городок Айла-Виста, где проживали студенты Калифорнийского университета в Санта-Барбаре, с целью знакомства с девушками. После чего в городе произошла череда исчезновений студенток, тела которых впоследствии стали находить в окрестностях округа Санта-Барбара. Как правило, в качестве своих жертв Кристиансен выбирал девушек, путешествовавших автостопом, либо девушек, занимавшихся проституцией. Так 20 ноября 1976 года пропала без вести 21-летняя студентка Жаклин Энн Рук. Кристиансен подобрал студентку-автостопщицу возле Айла-Виста, застрелил ее из пистолета 28-калибра, после чего занялся сексом с ее трупом и произвел с ее телом другие различные постмортальные манипуляции. Тело Жаклин Рук было найдено только 20 января 1977-го года в одном из каньонов округа Санта-Барбара. 6 декабря 1976 года пропала без вести 19-летняя Мэри Энн Саррис.
Как и предыдущую жертву, Кристиансен встретил Саррис, в то время как она путешествовала автостопом. Тело Саррис было найдено только лишь 22 мая 1977-го года. 18 января 1977-го года Тор Кристиансен похитил 21-летнюю студентку Патрисию Лэйни, которая в день исчезновения расклеивала в общественных местах постеры об исчезновении двух первых жертв Кристиансена. Убийца, похитив девушку, отвез ее за город, где избил, застрелил ее из пистолета и произвел впоследствии над трупом сексуальные манипуляции. Тело Лэйни было обнаружено на следующий день в одном из каньонов.
После обнаружения тел жертв в студенческом городке началась моральная паника, вследствие чего Кристиансен покинул округ Санта-Барбара, а вскоре переехал из Калифорнии в штат Орегон, где прожил несколько месяцев и сбросил вес, после чего снова вернулся в округ Санта-Барбара. Там он вернулся в школу, которую окончил в 1979-м году, снял апартаменты в городе Голетта, стал сожительствовать с девушкой и поступил в колледж. 18 апреля 1979-го года Кристиансен посадил в свой автомобиль в Западном Голливуде 21-летнюю автостопщицу Лидию Престон. После недолгого общения Тор Кристиансен попытался убить девушку — выстрелив ей в голову, но девушка не только не потеряла сознание от тяжелого огнестрельного ранения, но и сумела выскочить из автомобиля убийцы. Престон впоследствии выжила и дала полиции описание Тора.

## Арест
Тор Кристиансен был арестован 11 июля 1979-го года, после того, как его опознала выжившая жертва Лидия Престон в одном из баров, расположенных в Западном Голливуде. После ареста дом и автомобиль Кристиансена подверглись обыску, в ходе которого был найден револьвер 22-го калибра. В ходе судебно-баллистической экспертизы было установлено, что Жаклин Рук, Мэрри Сарриз и Патрисия Лэйни были застрелены из этого оружия, на основании чего 27 июля 1979-го года Кристиансену были предъявлены обвинения в 3 убийствах и нападении на Лидию Престон..

## Суд
Суд на Тором Кристиансеном начался в начале 1980-го года. Кристиансен согласился сотрудничать со следствием и дал показания по каждому эпизоду в обмен за отмену смертного приговора в отношении самого себя. Он детально описывал совершенные им убийства и заявил, что половые сношения с трупами были его навязчивыми фантазиями со школьных лет без выраженных на то причин. Помимо инкриминированных ему убийств, Тор Кристиансен также чистосердечно признался в убийстве 21-ней Лоры Сью Бенджамин, которое он совершил 23 мая 1979-го года. В июне 1980-го года Кристиансен был признан виновным по всем пунктам обвинения и был приговорен к пожизненному лишению свободы.

## Смерть
После осуждения Тор Нис Кристиансен был этапирован для отбытия наказания в тюрьму строгого режима Folsom State Prison. 30 марта 1981 года во время прогулки Кристиансен подвергся нападению другого заключенного и был убит, получив 17 ножевых ранений. Истинные мотивы убийства и личность убийцы так и не были установлены.